# 维耶里
维耶里（法語：Vuillery，法語發音：[vɥijʁi]）是法国上法蘭西大區埃纳省的一个市镇，属于苏瓦松区。

## 地理
维耶里（49°25'49"N, 3°23'13"E）面积1.09 平方千米，位于法国上法蘭西大區埃纳省，该省份为法国北部内陆省份，北起北部省，西接索姆省和瓦兹省，东临阿登省和马恩省，西南至塞纳-马恩省，东北部与比利时接壤。
与维耶里接壤的市镇（或旧市镇、城区）包括：布赖、克拉姆西、克鲁伊、马尔日瓦勒、泰尔尼-索尔尼。

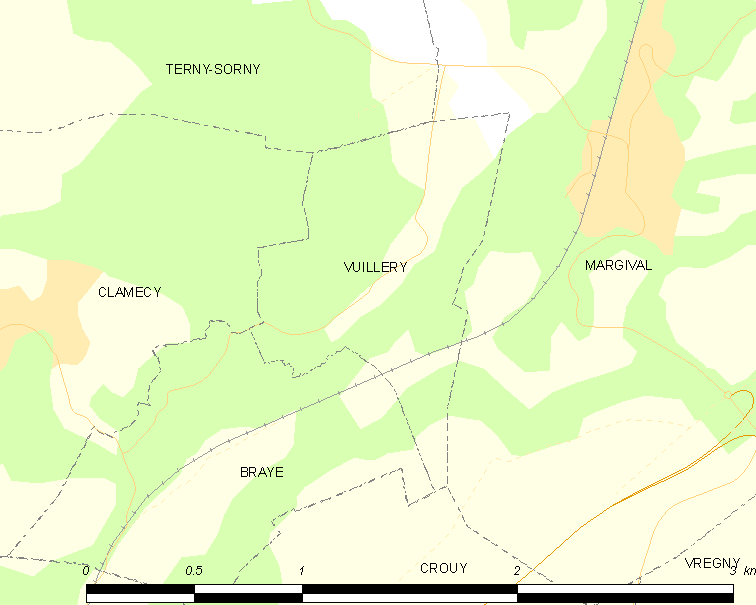
维耶里的OSM定位图

维耶里的时区为UTC+01:00、UTC+02:00（夏令时）。

## 行政
维耶里的邮政编码为02880，INSEE市镇编码为02829。

## 政治
维耶里所属的省级选区为塔德努瓦地区费尔县。

## 人口

1962-2008年间维耶里人口变化图示

维耶里于2022年1月1日时的人口数量为43人。